# 防衛医科大学校の人物一覧
防衛医科大学校の人物一覧（ぼうえいいかだいがっこうのじんぶついちらん）は、防衛医科大学校に関係する人物の一覧記事。

## 歴代の学校長・副校長

### 学校長
| !代 | 氏名       | 在任期間                       | 出身校・期   | 前職 | 備考               |
| --- | ---------- | ------------------------------ | ------------ | --- | ------------------ |
| 01  | 松林久吉   | 1973年11月27日 - 1978年7月11日 | 慶應義塾大学 | 琉球大学保健学部長 | 在職中に死去       |
| 0-  | 薄田浩     | 1978年7月11日 - 1978年8月31日  |              | 本務：防衛医科大学校副校長（管理担当）                                                                                 | 職務代理           |
| 02  | 加納保之   | 1978年9月1日 - 1985年3月16日   | 慶應義塾大学 | 防衛医科大学校副校長（診療担当） 兼 防衛医科大学校病院長                                                               |                    |
| 03  | 菊池順一郎 | 1985年3月16日 - 1990年3月31日  | 慶應義塾大学 | 北里大学病院長 |                    |
| 04  | 尾形利郎   | 1990年4月1日 - 1994年3月31日   | 慶應義塾大学 | 防衛医科大学校副校長（診療担当） 兼 防衛医科大学校病院長                                                               |                    |
| 05  | 間宮群二   | 1994年4月1日 - 1997年3月31日   | 慶應義塾大学 | 防衛医科大学校副校長（教育担当） 兼 防衛医科大学校医学教育部長 兼 防衛医科大学校教授                                   |                    |
| 06  | 一ノ渡尚道 | 1997年4月1日 - 2003年3月31日   | 慶應義塾大学 | 防衛医科大学校病院副院長 兼 防衛医科大学校教授 兼 防衛医科大学校病院精神科部長                                         |                    |
| 07  | 鳥潟親雄   | 2003年4月1日 - 2007年3月31日   | 慶應義塾大学 | 防衛医科大学校副校長（教育担当） 兼 防衛医科大学校医学教育部長                                                         | 勤務延長（1年）2回 |
| 08  | 早川正道   | 2007年4月1日 - 2012年3月31日   | 慶應義塾大学 | 防衛医科大学校副校長（教育担当） 兼 防衛医科大学校医学教育部長 兼 防衛医科大学校教授 兼 防衛医科大学校病院泌尿器科部長 |                    |
| 09  | 三浦総一郎 | 2012年4月1日 - 2017年3月31日   | 慶應義塾大学 | 防衛医科大学校病院副院長                                                                                               |                    |
| 10  | 長谷和生   | 2017年4月1日 - 2021年1月21日   | 防医大2期    | 防衛医科大学校副校長（診療担当） 兼 防衛医科大学校病院長                                                               | ※1                 |
| 11  | 四ノ宮成祥 | 2021年1月22日 - 2024年3月31日  | 防医大4期    | 防衛医科大学校防衛医学研究センター長 兼 防衛医科大学校教授                                                             | [ 1 ]              |
| 12  | 福島功二   | 2024年4月1日 -                 | 防医大8期    | 自衛隊中央病院長 |                    |

- 学校長（代理を除く。）、教授、准教授等の官職は防衛教官（防衛庁時代は防衛庁教官）
- 防衛医科大学校長は政令指定職5号の官職であるため、補職・退職は内閣の承認が必要となる[2]。
- （※1）防衛省発令（2020年3月31日）に基づき、1年勤務延長[3]。

### 副校長
| 代 | 氏名       | 在任期間                        | 出身校・期 | 前職                                         | 後職             |
| -- | ---------- | ------------------------------- | ---------- | -------------------------------------------- | ---------------- |
| 1  | 赤松知光   | 2007年3月28日 - 2008年8月1日    | 群馬大学   | 航空医学実験隊司令                           | 退職             |
| 2  | 緒方克彦   | 2008年8月1日 - 2012年12月4日    | 防医大1期  | 航空幕僚監部首席衛生官 兼 防衛医科大学校講師 | 退職             |
| 3  | 大橋幸一郎 | 2012年12月4日 - 2015年3月30日   | 防医大1期  | 自衛隊岐阜病院長                             | 退職             |
| 4  | 山田憲彦   | 2015年3月30日 - 2018年12月19日  | 防医大6期  | 航空医学実験隊司令                           | 退職             |
| 5  | 福島功二   | 2018年12月20日 - 2020年12月21日 | 防医大8期  | 自衛隊岐阜病院長                             | 自衛隊中央病院長 |
| 6  | 別宮愼也   | 2020年12月22日 - 2023年12月21日 | 防医大10期 | 航空幕僚監部首席衛生官                       | 退職             |
| 7  | 桒田成雄   | 2023年12月22日 -                | 防医大13期 | 航空幕僚監部首席衛生官                       |                  |

- 2021年4月1日より、防衛医科大学校幹事は防衛医科大学校副校長に職名が変更された[4]。

## 著名な教職員

### 主な元教員
- 鈴木正孝：元副校長、元参議院議員
- 高橋祥友：元教授、精神病理学者
- 永田一郎：名誉教授、産婦人科医
- 野村総一郎：元教授、元病院長、精神科医

## OB・OG

### 研究者・学者
- 尾崎重之：東邦大学医療センター大橋病院教授
- 鈴木健司　順天堂大学医学部呼吸器外科学講座教授
- 竹村洋典　東京女子医科大学総合診療科教授
- 伊藤雅彦　国際医療福祉大学特任教授

### その他
- 祥寺はるか：漫画家。高等看護学院卒業。在学中の体験談である『看護学生のないしょ』という作品をNYAN名義で発表。
- 金井宣茂：海上自衛隊潜水医官として勤務の後、2011年7月JAXA宇宙飛行士に採用される。
- 宮島賢也：精神科医
- 三輪道生：整形外科医
- 入山アキ子：演歌歌手。高等看護学院卒業。
- 益田裕介：精神科医、開業医、臨床医、YouTuber
- 吉川蓮民：政治活動家、AV女優、風俗嬢